# 第10925号行政命令
第10925号行政命令（英語：Executive Order 10925）是美国总统约翰·肯尼迪于1961年3月6日签署的一份行政命令，它第一次明确要求联邦政府实施“積極平權措施”。该命令决定建立总统公平就业机会委员会（President's Committee on Equal Employment Opportunity），消除政府内部以及相关企业中的就业歧视，并要求与政府签订合同的承包商应采取“肯定性行动”，保证求职者的录用与雇佣的晋升不涉及他们的种族、信仰、肤色或民族血统。总统公平就业机会委员会在1964年民权法案改成公平就业机会委员会（Equal Employment Opportunity Commission，EEOC）。
林登·詹森總統1965年9月24日签署的第11246号行政命令是对肯尼迪总统签署的第10925号行政命令的补充。